# Antimonumento 5J
Un antimonumento fue instalado contiguo a la Antimonumenta, en la Plaza de Armas, frente al Palacio de Gobierno del Estado, en Guadalajara, Jalisco, México. La escultura fue instalada por grupos de derechos humanos en conmemoración de las protestas del 4, 5 y 6 de junio de 2020, cuando manifestantes fueron reprimidos violentamente por la policía estatal mientras protestaban por la muerte de Giovanni López el mes anterior.
La obra de arte fue instalada en 5 de junio de 2023 y nunca recibió un nombre oficial; se le conoce como Antimonumento 5J, Antimonumento 5 de Junio, o simplemente 5J. Presenta un número cinco colocado encima de una letra J, ambos pintados de rojo. Horas más tarde, durante la noche, las autoridades retiraron la escultura alegando que su colocación no estaba autorizada. Posteriormente, los jueces ordenaron la reinstalación del monumento, pero el Estado eludió la orden alegando razones de seguridad pública. Grupos de derechos humanos instalaron una réplica más pequeña el mes siguiente, hecha de luces led y varillas.

## Antecedentes

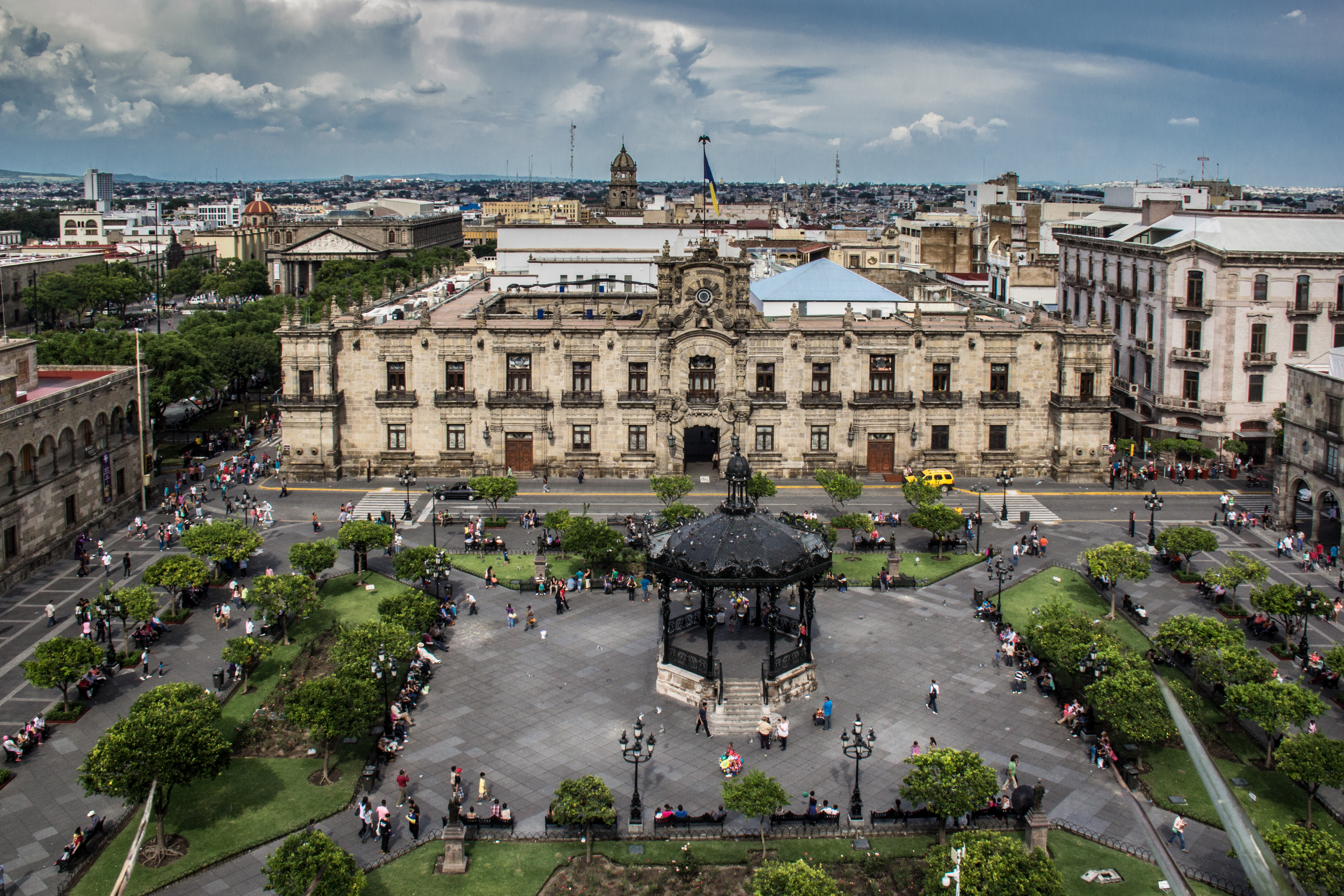
El Palacio de Gobierno del Estado en 2014. Las manifestaciones se produjeron en la zona.

Durante la noche del 4 de mayo de 2020, Giovanni López (c. 1990-4 o 5 de mayo de 2020), albañil, fue arrestado afuera de la casa de su familia en el municipio de Ixtlahuacán de los Membrillos, Jalisco, por policías por supuestamente no usar cubrebocas durante la pandemia de COVID-19 en México y agredir a los agentes al resistirse al arresto. El hermano de Giovanni, Christian, grabó el arresto, que muestra a los agentes llevándolo vivo en la furgoneta policial mientras insultaban a su familia. Enrique Alfaro Ramírez, el gobernador del estado, había hecho obligatorio el uso de cubrebocas.
Su hermano se contactó con el alcalde, Eduardo Cervantes Aguilar, quien les pidió que recogieran a Giovanni al día siguiente en la comisaría. Allí les informaron que Giovanni había sido trasladado al Hospital Civil de Guadalajara donde fueron notificados de su muerte. Giovanni murió de un traumatismo craneoencefálico provocado por un objeto contundente y recibió un disparo en una pierna. La familia se quejó ante Cervantes, quien les ofreció Mex$200.000 (US$9136) para evitar que el vídeo fuera publicado. Según la familia, se negaron al pago y recibieron amenazas de muerte si el vídeo se hacía público.
El 25 de mayo de 2020, George Floyd fue asesinado por un oficial de policía en Mineápolis, Minnesota, en Estados Unidos. Su muerte desató protestas dentro y fuera de los Estados Unidos, incluido México, debido a los persistentes casos de brutalidad policial. Tras el asesinato de Floyd, e inspirado por las circunstancias similares en las que murió su hermano, Christian envió el vídeo a los medios el 1 de junio. El video se volvió viral y se generaron protestas el 4 de junio en Guadalajara, capital de Jalisco. Los manifestantes salieron a las calles del centro histórico de la ciudad, donde vandalizaron el Palacio de Gobierno del Estado y se enfrentaron con agentes policiales, quienes reprimieron la protesta con gases lacrimógenos y detuvieron a 26 personas. Alfaro (electo por el Movimiento Ciudadano) atribuyó las protestas al Gobierno Federal de México y al Gobierno de la Ciudad de México (ambos gobernados por el partido gobernante Movimiento de Regeneración Nacional), diciendo que buscaban desestabilizar su gobierno. Alfaro agregó que la detención de Giovanni no se produjo por no llevar mascarilla. El informe policial indicó que fue detenido por una «falta administrativa por haber sido agresivo con las fuerzas de seguridad bajo los efectos del alcohol».
Al día siguiente, los manifestantes se reunieron para exigir la liberación de los detenidos. Sin embargo, grupos antidisturbios sin uniformes comenzaron a arrestar arbitrariamente a los manifestantes; Testigos dijeron que les aplicaron descargas eléctricas y los amenazaron con entregarlos a los cárteles. Oficialmente, 16 personas fueron arrestadas, pero los testigos informaron de al menos 80 arrestos. Alfaro dijo que algunos agentes de la Fiscalía estaban en connivencia con grupos del crimen organizado y que los agentes involucrados desobedecieron órdenes y actuaron por su cuenta. El estado arrestó a 11 agentes por ello, según las autoridades.
Al día siguiente, los manifestantes ocuparon las calles pidiendo a los agentes que liberaran a los manifestantes y proporcionaran explicaciones sobre el paradero de hasta 38 detenidos que fueron denunciados como desaparecidos forzadamente. Alfaro ofreció disculpas públicas y ordenó la liberación de todos los detenidos, aunque algunos de los detenidos habían sido abandonados en las afueras de la ciudad la noche anterior. El evento fue bautizado como el «Halconazo tapatío», haciendo referencia a la matanza del Jueves de Corpus de 1971, también llamada «El Halconazo», donde grupos paramilitares sin uniformes asesinaron arbitrariamente a manifestantes en la Ciudad de México.

## Historia e instalación
Durante una manifestación en conmemoración del «Halconazo tapatío» el 5 de junio de 2023, diversos colectivos colocaron un antimonumento en la Plaza de Armas, al lado opuesto del Palacio de Gobierno del Estado y al lado de la Antimonumenta, otro antimonumento colocado para simbolizar el reclamo de justicia para las mujeres que sufren violencia en el país.
La escultura es una estructura de metal rojo de 3.4 metros de alto y pesa más de 300 kilos. Alude a los protestas del 5 de junio mediante la inclusión de un número cinco encima de la letra J. Al pie de la escultura se encuentra una placa de aluminio con el siguiente texto:

A pesar que la CNDH (Comisión Nacional de los Derechos Humanos) y la FGR (Fiscalía General de la República) atrajeron el caso, las graves violaciones a los derechos humanos no han sido debidamente investigadas, tampoco se ha reparado el daño. Responsabilizamos al gobierno de Jalisco por los hechos, apuntando que las desapariciones y la impunidad en el estado continúan.

Los colectivos deploraron tanto la declaración de la FGR de que tales hechos estaban fuera de su jurisdicción como la determinación de la CNDH de que no habían ocurrido desapariciones forzadas ni torturas. El colectivo #5deJunioMemoria afirmó que el caso de Giovanni no fue aislado y la brutalidad policial en la nación era sistemática y generalizada. También informaron que desde el hecho las autoridades no han tomado medidas tras la declaración de Alfaro sobre infiltración por parte del crimen organizado.
A las 11:40 p. m. del mismo día, se apagaron las luces de la plaza y un grupo de hombres que llegó en una camioneta quitaron la escultura con mazos. A la mañana siguiente, Alfaro confirmó que había ordenado el retiro del monumento, junto con Pablo Lemus Navarro, el presidente municipal de Guadalajara, porque no había permisos para su instalación. Lemus dijo que si los propietarios de la escultura solicitaban el monumento, el gobierno se lo devolvería. Los colectivos criticaron el retiro y lo calificaron de acto de represión sin precedentes. La escultura fue guardada en una bodega en Guadalajara y posteriormente enviada al Departamento Regional de Protección Civil y Bomberos de Poncitlán debido a su tamaño.

### Réplica y orden de reinstalación

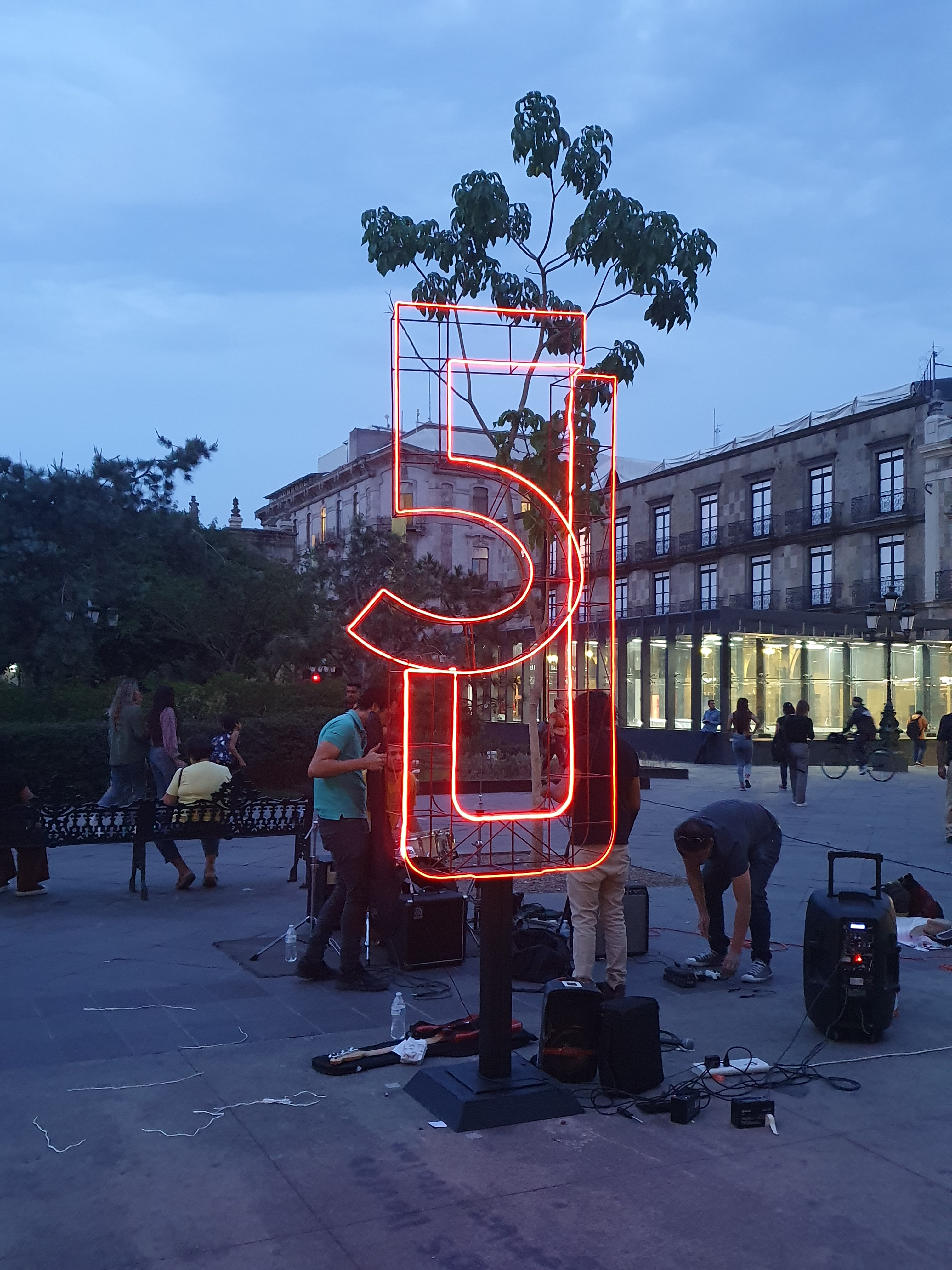
La réplica el día de su instalación.

Los colectivos #5deJunioMemoria y el Centro de Justicia para la Paz y el Desarrollo presentaron una denuncia ante la Oficina del Alto Comisionado de las Naciones Unidas para los Derechos Humanos por el retiro del monumento así como otros actos de represión por parte de autoridades estatales. También presentaron una denuncia ante el Primer Tribunal Colegiado en Materia Administrativa de Jalisco. En julio de 2023, un juez ordenó la reinstalación. Además, la filial estatal del Instituto Nacional de Antropología e Historia indicó que su instalación no causaría problemas de patrimonio histórico.
Lemus afirmó que al no haber habido una solicitud oficial para entregar el monumento a su dueño, el Estado no lo entregará, y que una vez presentada la solicitud de instalación consultaría con protección civil estatal para decidir si es seguro colocarlo. Días después, el director de la Unidad Estatal de Protección Civil y Bomberos rechazó la reinstalación diciendo que no existían estudios técnicos para garantizar la seguridad pública, que podría haber un problema en sus cimientos y que (al ser de acero) podría causar problemas eléctricos, ya que el Sistema de Tren Eléctrico Urbano pasa por debajo de la plaza. Desde julio de 2023, las autoridades no han cumplido con las órdenes de reintegro.
El 5 de julio de 2023, los colectivos instalaron una réplica luminosa; está fabricada con varillas y luces led, es un metro más bajo que el original, pesa menos y es desmontable.